# Тёйс, Иветте
Иветте Тёйс (в замужестве — Моралес-Тёйс; исп. Yvette Thuis (Morales-Thuis); род. 23 мая 1971, Ораньестад) — арубская синхронистка. Участница летних Олимпийских игр 1988 года.

## Биография
Иветте Тёйс родилась 23 мая 1971 года в арубском городе Ораньестад.
Выступала в соревнованиях по синхронному плаванию за арубский клуб «Барракуда».
В 1986 году участвовала в чемпионате мира по водным видам спорта в Мадриде. В одиночном разряде заняла 43-е место, выбыв на предварительном этапе (74,2660 балла), в соревнованиях дуэтов в паре с Росвитой Лопес — 20-е место (144,6340).
В 1988 году вошла в состав сборной Арубы на летних Олимпийских играх в Сеуле. В одиночном разряде выбыла на предварительном этапе, выбыв на этапе выполнения фигур. В соревнованиях дуэтов в паре с Росвитой Лопес заняла в квалификации последнее, 15-е место, набрав 151,975 балла и уступив 23,025 балла худшим из попавших в финал Сусане Кандини и Лурдес Кандини из Мексики.
Окончила Лейденский университетский медицинский центр. Работает врачом в Ораньестаде.

## Семья
Муж — Армандо Моралес. Поженились 16 апреля 2004 года.